# Sha (bande dessinée)
Pour les articles homonymes, voir SHA.
Sha est une série de bande dessinée fantastique écrite par le Britannique Pat Mills et dessinée par le Français Olivier Ledroit. Ses trois volumes ont été publiés par Soleil entre 1996 et 1998.

## Synopsis
La France au XVIe siècle. Lara, une jeune fille de seize ans, meurt sur le bûcher, accusée d'être une sorcière. Invoquant la déesse des sorcières, elle jure de revenir et de se venger de ses meurtriers. 
L'histoire se déroule maintenant à New Eden aux États-Unis, dans un avenir pas si lointain. Dans ce monde de robots qui tuent, d'aéronefs futuristes et d'étranges jeux poussés à outrance, le lieutenant Duffy et son assistant Wyler, flic médium, enquêtent sur les meurtres bizarres des magnats de New Eden, tous membres de cette organisation menaçante, la fondation du Destin. Duffy apprend que les meurtres ont été commis par la mystérieuse Sha : une magnifique sorcière-guerrière, envoyée à travers le temps et l'espace par la déesse.

## Albums
- Sha, Soleil :

1. The Shadow One, novembre 1996  (ISBN 2-87764-565-7).
2. Soul Wound, octobre 1997  (ISBN 2-87764-648-3)[1].
3. Soul Vengeance, avril 1998  (ISBN 2-87764-819-2).

- Sha : L'intégrale, Soleil, 1999  (ISBN 2-87764-939-3).

### Lien web
- « Sha », sur bedetheque.com.